# Liste des œuvres de Karol Beffa
La liste suivante présente les compositions de Karol Beffa.
Une partie des partitions des œuvres de Karol Beffa est éditée par les Éditions Billaudot.

## Pour instrument seul
Pour piano
- 2003 : Sillages
- 2003 : Six études
- 2008 : Suite, pour piano ou clavecin
- 2009 : Mirages, pour piano à quatre mains
- 2010 : Trois chorals dans le style de Bach
- 2015 : Sarabande et Doubles, pour piano, clavecin ou clavicorde
- 2017 : Haendelssohn
- 2017 : Variations enfantines sur Au clair de la lune
- 2023 : Portraits

Pour violon ou violon baroque
- 2005 : Supplique
- 2007 : Après une lecture de Bach
- 2022 : Seul en double, d'après la Partita n° 1 BWV 1002 de Jean-Sébastien Bach

Pour orgue
- 2009 : Prélude pour orgue
- 2009 : Passacaille pour orgue
- 2020 : Ciels brouillés pour orgue, créé en 2021 par Nathan Laube

Pour violoncelle
- 2005 : Rhapsodie, pour violoncelle
- 2017 : Litanies, pour violoncelle

Pour d'autres instruments
- 2005 : Éloge de l’ombre, pour harpe
- 2008 : Gravitations, pour clarinette
- 2009 : Obsession, pour saxophone
- 2013 : Le Miroir des Heures, pour guitare
- 2020 : Tel un serpent qui danse, pour saxophone
- 2022 : Libre Jeu pour alto

## Pour deux instruments
- 2008 : 5 Pièces, pour violon (ou alto) et piano
- 2008 : Subway, pour trompette et piano
- 2009 : Épitaphe, pour clarinette en la et piano
- 2009 : Mirages, pour piano à quatre mains
- 2010 : Manhattan, pour alto et piano
- 2010 : Masques, pour violon et violoncelle
- 2015 : Marmor, pour violoncelle et piano
- 2017 : Sur fond blanc, pour trombone et piano
- 2018 : Paradise lost, pour violoncelle et orchestre (réduction pour violoncelle et piano)
- 2019 : Harlem, pour saxophone et piano
- 2020 : Double Reed Loop, pour clarinette et basson
- 2020 : Second Loop, pour saxophone alto et saxophone baryton
- 2022 : Un Français à Rio, cinq pièces indépendantes pour violon et piano
- 2022 : Tabula rasa, trois pièces pour violon et piano
- 2024 : Dernier Désert, pour violon et piano

## Pour trois instruments
- 2008 : Paysages d’ombres, pour flûte, alto et harpe
- 2010 : Les ombres qui passent, pour violon, alto ou violoncelle et piano
- 2012 : En Miroir, pour saxophone, alto et piano
- 2013 : Cortège des ombres, pour clarinette, alto (ou violon, ou violoncelle) et piano
- 2014 : De Cartes et d'estampes, pour trois flûtes
- 2017 : Soleil noir, pour violon, violoncelle et harpe
- 2020 : Les Ombres errantes, pour clarinette, cor et piano
- 2020 : Cette obscure clarté, pour violon, alto et violoncelle

## Pour quatre instruments
Pour quatuor à cordes
- 2000 : … Quelques cercles…
- 2009 : Mosaïque
- 2022 : To the Lighthouse

Pour trio à cordes et piano
- 2010 : Café 2010
- 2016 : It rings a bell…

Pour saxophone, alto, Fender Rhodes et piano
- 2012 : Chinatown
- 2012 : Je t’invoque

Pour d'autres formations
- 2011 : Feux d’artifice, pour quatuor de clarinettes
- 2011 : Fireworks, pour quatuor de saxophones
- 2016 : Les Météores, pour quatuor de guitares
- 2017 : Le Roi qui n'aimait pas la musique, pour violon, violoncelle, clarinette et piano
- 2018 : Tenebrae, pour flûte et trio à cordes
- 2021 : Music for four Musicians, pour deux pianos et deux percussions

## Pour cinq instruments
Pour piano et quatuor à cordes
- 2007 : Destroy, pour piano (ou clavecin amplifié) et quatuor à cordes,
- 2010 : Elévation
- 2010 : Ma joue ennemie (d'après la musique du film Sur ta joue ennemie, de Jean-Xavier de Lestrade)

Autres formations
- 2008 : Blow up, pour piano (ou clavecin amplifié) et quatuor à vents
- 2010 : Buenos Aires, pour quintette de cuivres
- 2015 : Five o'clock, pour quintette à vents
- 2017 : Talisman, pour clarinette, trio à cordes et piano
- 2020 : Vertigo, pour clarinette et quatuor à cordes
- 2021 : Paysage avec ruines, pour quintette à deux violoncelles
- 2021 : Le Roi qui n'aimait pas la musique, version pour quatuor de saxophones et piano
- 2022 : Vertigo, pour clarinette et quatuor à cordes

## Musique concertante
Pour violon et orchestre
- 2007 : Concerto pour violon
- 2014 : A Floating World (hommage à Kazuo Ishiguro et à son roman An Artist of the Floating World)

Pour piano et orchestre
- 2009 : Premier concerto pour piano
- 2012: La Vie antérieure, concerto pour piano et orchestre
- 2012: Dark, concertino pour piano et orchestre à cordes
- 2013 : Rainbow, pour piano et orchestre à cordes
- 2019 : Blow Out, pour piano et orchestre à cordes
- 2020 : Vortex, pour piano et orchestre

Autres formations
- 2010 : Concerto pour guitare, pour guitare et orchestre à cordes
- 2011 : Concerto pour alto, pour alto et orchestre à cordes[2]
- 2012 : Concerto pour trompette, pour trompette et orchestre à cordes
- 2013 : Concerto pour harpe, pour harpe et orchestre à cordes
- 2013 : Concerto pour clarinette, pour clarinette et orchestre à cordes
- 2015 : Concerto pour saxophone, pour saxophone et orchestre à cordes
- 2016 : Black Stone, pour mandoline et orchestre à cordes
- 2017 : Paradise Lost, pour violoncelle et orchestre
- 2019 : L'Île noire, pour saxophone et orchestre d'harmonie
- 2022 : Olympia, six mouvements indépendants pour accordéon et orchestre, hommages à Barbara, Trénet, Aznavour, Piaf et Montand…
- 2024 : Intrada, concerto pour trompette et cordes

## Musique pour ensemble
- 2013 : Le Pavillon d’or, pour « orchestre par un »
- 2014 : Octopus, pour double quatuor de saxophones (ou dix saxophones)
- 2019 : Blow in, pour quintette de saxophones et piano

## Musique symphonique
- 2007 : Paradis artificiels, pour orchestre symphonique, bois par trois
- 2008 : Oblivion, pour ensemble à cordes
- 2009 : Les ruines circulaires, pour orchestre symphonique
- 2011 : La nef des fous, pour « orchestre Mozart »
- 2012 : Dédale, pour orchestre à cordes (1999-2012)
- 2012 : L’esprit de l’érable rouge, pour récitant, orchestre symphonique (et chœur d’enfants ad lib.) Sur un texte de Minh Tran Huy
- 2012 : L’œil du loup, pour récitant et orchestre symphonique. Sur un texte de Daniel Pennac
- 2016 : Plaza mayor, tango pour orchestre
- 2017 : Le Bateau ivre, pour orchestre symphonique, bois par trois
- 2017 : Le dernier des hommes, pour orgue (ou piano) et orchestre à cordes, musique pour accompagner Der Letzte Mann, le film muet de F. W. Murnau
- 2020 : Borges in memoriam, pour orchestre "Mozart"
- 2023 : Melancholia, pour orchestre "Mozart"

## Orchestre d'harmonie
- 2012 : Burning Bright
- 2018 : Memorial
- 2019 : L'Île noire, pour saxophone et orchestre d'harmonie

## Musique vocale
- 2004 : Je vis, je meurs…, pour voix d'enfants ou voix égales. Poème de Louise Labé, extrait d’un recueil de sonnets
- 2007 : Six mélodies, pour voix et piano. Poèmes de Charles Baudelaire, Olivier Dhénin, Hédi Kaddour et anonyme éthiopien
- 2007 : Salve Regina, pour chœur à voix égales
- 2008 : Messe pour soprano, chœur mixte et orgue
- 2010 : Nuit mystique, pour quatuor à cordes et voix. Texte de Saint Jean de la Croix
- 2011 : Nuit mystique, pour piano et voix. Texte de Saint Jean de la Croix
- 2011 : De Profundis, pour violon ou alto et chœur mixte
- 2011 : Media vita, pour chœur mixte a cappella, ou 4 voix solistes
- 2011 : L'Odyssée, pour chœur mixte a cappella, ou 4 voix solistes
- 2011 : Mes heures de fièvre, pour voix, (violon) alto et piano. Poème de Gustavo Adolfo Bécquer
- 2012 : Babel (À une médisante, No me mueve, Geordie), pour chœur mixte à quatre voix a cappella. Textes de Clément Marot et anonymes[3]
- 2012 : Nuit obscure, pour orchestre à cordes et voix. Texte de Saint Jean de la Croix
- 2012 : Fragments de l'Enéide, pour 4 voix mixtes ou chœur à 4 voix et chœur d’enfants (jouant 3 cloches) ad lib. Texte de Virgile extrait de l’Énéide
- 2012 : Trois motets (Regina Caeli, Ave Regina caelorum et Ave Maria), pour six voix mixtes a cappella, ou pour chœur mixte a cappella
- 2015 : Je n'ai plus que les os… , pour quatre voix mixtes a cappella, ou pour chœur mixte a cappella. Sonnet de Pierre de Ronsard
- 2016 : Pour Alix, pour voix, violon et piano. Sur un poème de Mathieu Laine
- 2016 : Misericordias domini, pour quatre voix mixtes a cappella (ou chœur mixte a cappella) et orgue (ou piano)
- 2017 : Fragments of China, pour voix et piano. Quatre poèmes de Li Qingzhao dans leur traduction anglaise par Victor Mair
- 2018 : Le Lion et le Rat, pour voix (ou deux voix, ou chœur d'enfants) et piano. Sur une fable de La Fontaine
- 2018 : Dans le labyrinthe, pour chœur mixte a capella (ou quatre voix soliste). D'après Le Labyrinthe d'Olivier Dhénin
- 2018 : L'Enfant dort, pour chœur mixte a capella (ou quatre voix soliste). D'après Cher petit oreiller de Marceline Desbordes-Valmore
- 2019 : Deux Poèmes de Guillaume Apollinaire, pour voix aiguë et piano. D'après Marie et La Force du miroir de Guillaume Apollinaire
- 2019 : Deux Poèmes de Guillaume Apollinaire, pour voix moyenne et piano. D'après Marie et La Force du miroir de Guillaume Apollinaire
- 2019 : On the Dust I love, pour voix moyenne et orchestre « Mozart ». Sur un poème de Lord Byron
- 2021 : Tombeau, pour chœur mixte et orchestre « Mozart » (textes de Gérard de Nerval et Lord Byron)
- 2022 : La Source, pour voix et piano. Sur un poème de Victor Hugo.
- 2022 : Le Lion et le Rat, pour quatre voix mixtes a cappella (ou chœur mixte a cappella). Sur Le Lion et le Rat, une fable de La Fontaine
- 2022 : Héraclitéisme, pour voix et piano. Sur un poème de Friedrich Nietzsche traduit par Guillaume Métayer.
- 2023 : Zmarzlak, pour quatre voix mixtes a cappella (ou chœur mixte a cappella). Sur une comptine de Maria Konopnicka.
- 2024 : Enigme, pour voix et piano. Sur des poèmes de Jean-Jacques Rousseau ("Enfant de l’art, enfant de la nature"), de Paul Verlaine" ("Le piano que baise une main frêle…") et de Susie Morgenstern ("Et si la mort était joyeuse" )

## Conte musical (avec récitant)
- 2012 : L’esprit de l’érable rouge, pour récitant, orchestre symphonique (et chœur d’enfants ad lib.) Sur un texte de Minh Tran Huy
- 2012 : L’œil du loup, pour récitant et orchestre symphonique. Sur un texte de Daniel Pennac
- 2017 : Le Roi qui n'aimait pas la musique, pour récitant, clarinette, violon, violoncelle et piano. Sur un texte de Mathieu Laine
- 2019 : Le Roi qui n'aimait pas la musique, version pour récitant, clarinette (ad lib.), orchestre à cordes et piano. Sur un texte de Mathieu Laine
- 2020 : Le Roman d'Ernest et Célestine, pour récitant et orchestre symphonique. Sur un texte de Daniel Pennac
- 2021 : Le Roi qui n'aimait pas la musique, version pour récitant, quatuor de saxophones et piano. Sur un texte de Mathieu Laine
- 2023 : L'opéra d'Ernest et Célestine, version pour récitant, chœur d'enfants et orchestre symphonique. Sur un texte de Daniel Pennac
- 2023 : Cabot-Caboche, version pour récitant et orchestre symphonique. Sur un texte de Daniel Pennac
- 2024 : Le Roi qui aimait Joséphine, pour récitant, clarinette, violon, violoncelle et piano. Sur un texte de Mathieu Laine
- 2024 : Le Roi qui n'aimait pas la musique, version pour récitant et orchestre bois par deux. Sur un texte de Mathieu Laine

## Ballet
- 2011 : Corps et âmes, ballet pour onze danseurs. Chorégraphie de Julien Lestel
- 2019 : The Dress, solo de Marie-Agnès Gillot. Chorégraphie de Nada Kano

## Opéra
- 2011-2013 : K ou la piste du château, pour trois chanteurs, flûte, trio à cordes, piano (et chœur mixte ad lib.) D’après Le Château de Franz Kafka
- 2014 : Équinoxe, pour trois chanteurs, clarinette, piano et trio à cordes (ou orchestre à cordes). D'après Amerika de Kafka

## Œuvres destinées à la formation des instrumentistes
- 2009 : Erbarme dich, mein Gott, transcription pour piano de l'aria no 47, pour une voix d'alto, violon solo et orchestre de chambre, extrait de la 2e partie de la Passion selon saint Matthieu (BWV 244), de Jean-Sébastien Bach
- 2009 : Oblivion, pour orchestre à cordes
- 2009 : La neige sous les pas..., pour piano
- 2010 : L’enfant prisonnier, pour saxophone alto et piano
- 2017 : Variations enfantines sur Au Clair de la Lune, pour piano, 2017
- 2018 : Le Lion et le Rat, pour voix (ou deux voix, ou chœur d'enfants) et piano. Sur une fable de La Fontaine
- 2020 : Borges in memoriam, pour orchestre
- 2022 : Seul en double, pour violon ou violon baroque, d'après la Partita n° 1 BWV 1002 de Jean-Sébastien Bach

## Musique de films
Karol Beffa a composé les musiques originales des films suivants :
Films de Stéphane Breton
- 2007 : Nuages apportant la nuit
- 2007 : Le Monde extérieur
- 2014 : Quelques jours ensemble
- 2015 : Chère humaine

Films de Mehdi Ben Attia
- 2009 : Le Fil
- 2013 : Je ne suis pas mort
- 2017 : L'Amour des hommes
- 2021 : Il s'en va

Autres films
- 1997 : Rokoko d'Ulrike Pfeiffer. Coauteur de la musique
- 2003 : Romeo e Giulietta, version restaurée inédite du film muet de 1912. Auteur de la musique de l’une des cinq versions
- 2004 : John Waters d’Éric Dahan. Coauteur de la musique
- 2008 : Le Théâtre des opérations de Benoît Rossel
- 2008 : Sur ta joue ennemie de Jean-Xavier de Lestrade
- 2009 : Un Voyage américain de Philippe Séclier
- 2009 : Le Lys brisé, de D. W. Griffith, film muet de 1919
- 2009 : Karol Beffa, l’art de l’improvisation de Serge Leroux
- 2009 : Parcours meurtrier d’une mère ordinaire de Jean-Xavier de Lestrade. Coauteur de la musique
- 2010 : Voyage dans la symbolique romane de Jean-Michel Le Saux
- 2011 : Entre les Bras : la cuisine en héritage de Paul Lacoste
- 2014 : Mille-feuilles de Daria Panchenko
- 2014 : Le Double Amour de Jean Epstein, film muet de 1925[4]
- 2015 : Comme un avion de Bruno Podalydès (musique additionnelle)
- 2015 : Pologne, foi de l'impossible de Caroline Thiénot
- 2015 : Maroc éternel de Caroline Thiénot
- 2017 : Le Dernier des hommes, de F. W. Murnau. Auteur d'une musique pour accompagner le film muet de 1924
- 2019 : Sigmund Freud, un juif sans Dieu de David Teboul (musique additionnelle)
- 2019 : Paris qui dort, de René Clair. Auteur d'une musique pour accompagner le film muet de 1925
- 2020 : A la recherche de la musique de l'Antiquité de Bernard George (co-auteur de la musique). Elu meilleur documentaire musical 2020 par la SACEM
- 2021 : Le Cul sur la selle de Gaspard Koenig
- 2022 : La Dérive des continents (Le Sud) de Lionel Baier (musique additionnelle)
- 2022 : Diego Velez. Art symbolique de Diego Velez et Delphine Tonnellier
- 2023 : Un jour, fille… de Jean-Claude Monod
- 2023 : Woods of Symbols. Kathleen Jacobs, a Portrait… de Jérôme Neutres
- 2024 : Le Petit Mensonge de Paul Lacoste
- 2024 : Crush de Sonia Buchman
- 2024 : J'ai dessiné Drancy de Xavier Pouvreau